# Otok Svibovski
Otok Svibovski – wieś w Chorwacji, w żupanii zagrzebskiej, w gminie Rugvica. W 2011 roku liczyła 270 mieszkańców.